# Annella
Genre
Annella est un genre de gorgones de la famille des Subergorgiidae.

## Liste des espèces
Selon World Register of Marine Species (27 novembre 2014) :
- Annella mollis (Nutting, 1910)
- Annella reticulata (Ellis & Solander, 1786)